# Éruption d'Akahoya
L'éruption d'Akahoya est la plus importante éruption connue de la caldeira de Kikai, située dans l'Archipel Ōsumi au Japon. Datée vers 4350 av. J.-C., et avec un indice d'explosivité volcanique évalué à 7, il s'agit de l'une des plus importantes éruptions de l'Holocène.
Des nuées ardentes atteignent le sud de Kyūshū en traversant la mer sur une centaine de kilomètres, et les cendres se déposent jusqu'à Hokkaidō, au nord du Japon.